# BEST FICTION
《BEST FICTION》은 일본의 가수 아무로 나미에의 세 번째 베스트 음반이다. 2002년부터 2008년까지 발매한 싱글 중에서 선택된 15곡과 음반 홍보에 쓰이기도 한 신곡 "Sexy Girl", "Do Me More"를 포함해 총 17곡이 수록돼 있으며, 2008년 7월 30일 에이벡스 트랙스를 통해 CD버전과 CD+DVD 두 가지 버전으로 발매됐다.
Best Fiction은 100만 장 이상 출하를 달성해 일본 레코드 협회에서 밀리언 인정을 받았다. 오리콘 음반 차트에서는 후에 EXILE의 Ballad Best에 역전 당하지만 발매 당시까지 2008년 가장 많은 첫 주 판매량을 기록했고, 2008년 연간 음반차트에선 EXILE의 Exile Love에 이어 2위를 차지했다. 또 이 음반은 181920 이후 발매한 그녀의 음반 중에서 가장 높은 판매량을 기록했다. 여성 솔로 가수로는 1979년 이래로 6주 연속 오리콘 음반 차트에서 1위를 기록했으며, 일본 역대 음반 차트에서 131위에 올랐고, 2008년 세계에서 가장 많이 팔린 음반 38위에 올랐다.

## 음반 제목
이 음반의 제목은 NHK 드라마 《소녀의 펀치》(乙女のパンチ) 웹사이트의 자주 묻는 질문(FAQ)를 통해 가장 먼저 알려졌다.

## 수록곡
1. "Do Me More"
2. "Wishing on the Same Star"
3. "Shine More"
4. "Put 'Em Up"
5. "So Crazy"
6. "Alarm"
7. "All for You"
8. "Girl Talk"
9. "Want Me, Want Me"
10. "White Light"
11. "Can't Sleep, Can't Eat, I'm Sick"
12. "Baby Don't Cry"
13. "Funky Town"
14. "New Look"
15. "Rock Steady"
16. "What a Feeling"
17. "Sexy Girl"

## 발매 기록
| 국가 | 발매일          | 레이블          | 형태   | 상품번호    | 참고   |
| ---- | --------------- | --------------- | ------ | ----------- | ------ |
| 일본 | 2009년 7월 30일 | 에이벡스 트랙스 | CD     | AVCD-23651  | [ 9 ]  |
| 일본 | 2009년 7월 30일 | 에이벡스 트랙스 | CD+DVD | AVCD-23650  | [ 10 ] |
| 한국 | 2009년 7월 30일 | SM 엔터테인먼트 | CD+DVD | SMJTCD-265B | [ 11 ] |

## 같이 보기
- 일본에서 가장 많이 팔린 음반 목록